# Mikrokropka

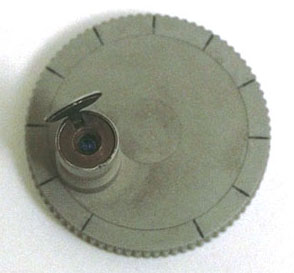
Mark IV – aparat do wykonywania mikrokropek używany przez CIA

Mikrokropka, mikropunkt lub mikrat – punkt o średnicy 1 mm wykonany przez specjalne urządzenie będące połączeniem aparatu fotograficznego i mikroskopu, zawierający zminiaturyzowane dane tekstowe lub fotografie i szczegółowe rysunki techniczne. Skala miniaturyzacji wynosi ok. 1:300, oznacza to możliwość pomniejszenia kartki formatu A4 zawierającej np. tekst do wielkości pojedynczej kropki znajdującej się w tekście pisanego czcionką normalnej wielkości listu.
Metoda wykonywania mikrokropek zalicza się do technik steganograficznych, dlatego też od początku jej powstania wykorzystywana była przez służby wywiadowcze różnych państw.
Pierwsze próby miniaturyzowania przesyłanych informacji za pomocą mikrofotografii podjęto w 1871 r. podczas wojny francusko-pruskiej, kiedy to przesyłano raporty do oblężonego przez Niemców Paryża w postaci prostokątów o wymiarach 3 × 4 cm. Udoskonalenia tej techniki dokonał wywiad niemiecki Abwehra na początku lat 40. XX wieku. Przy pomocy firm z branży fototechnicznej i chemicznej np. Agfa, zatrudniony w IG Farben Heinrich Beck uzyskał mikrokropkę wielkością porównywalną do uzyskiwanej na zwykłej maszynie do pisania.
Ówczesny dyrektor FBI, John Edgar Hoover określił ten wynalazek jako „arcydzieło obcego wywiadu”, gdyż dawał on duże możliwości w przesyłaniu dużych ilości informacji w sposób trudny do wykrycia – mikrokropkę można było umieścić pod znaczkiem pocztowym, banderolą paczki papierosów lub w rozciętym żyletką rogu kartki pocztowej lub w dowolnie innym wybranym miejscu np. w tekście korespondencji jako kropka kończąca zdanie. Niemieccy szpiedzy w czasie II wojny światowej wysyłali w ten sposób informacje dotyczące umocnień, ruchów i ilości wojsk aliantów.
Współcześnie technika mikrokropek (wykonywanych w tysiącach sztuk w technice grawerowania laserowego) jest wykorzystywana także komercyjnie np. do zabezpieczania żetonów w kasynach przed podrabianiem, znakowania samochodów lub cennych przedmiotów.